# Alfred G. Knudson
Alfred George Knudson, Jr. (né le 9 août 1922 à Los Angeles et mort le 10 juillet 2016 à Philadelphie) est un généticien spécialisé dans la génétique relative au cancer.
Une de ses nombreuses contributions à ce champ de recherche est la formulation de l'hypothèse de Knudson en 1971, qui explique les effets des mutations sur la carcinogenèse (le développement du cancer).

## Biographie
Né à Los Angeles en 1922, Alfred G. Knudson reçoit son baccalauréat universitaire ès sciences du California Institute of Technology en 1944, son doctorat en médecine de l'université Columbia en 1947 et son doctorat en philosophie du California Institute of Technology en 1956. De 1970 à 1976, Knudson fut doyen de la Graduate School of Biomedical Sciences, UT Health Science Center à Houston. Il est affilié avec le Fox Chase Cancer Center à Philadelphie depuis 1976.
Il reçut de nombreux prix et doctorats honorifiques pour ses recherches, comme le prix Albert-Lasker pour la recherche médicale clinique en 1998. Il reçut aussi en 2005 un prix pour l'ensemble de sa carrière dans le domaine de la recherche contre le cancer de la part de l'American Association for Cancer Research (en) (AACR), et en 2004, le prix de Kyoto en sciences du vivant.